# Drawno (gromada)
Drawno – dawna gromada, czyli najmniejsza jednostka podziału terytorialnego Polskiej Rzeczypospolitej Ludowej w latach 1954–1972.
Gromady, z gromadzkimi radami narodowymi (GRN) jako organami władzy najniższego stopnia na wsi, funkcjonowały od reformy reorganizującej administrację wiejską przeprowadzonej jesienią 1954 do momentu ich zniesienia z dniem 1 stycznia 1973, tym samym wypierając organizację gminną w latach 1954–1972.
Gromadę Drawno z siedzibą GRN w mieście Drawnie (nie wchodzącym w jej skład) utworzono – jako jedną z 8759 gromad na obszarze Polski – w powiecie choszczeńskim w woj. szczecińskim na mocy uchwały nr V/42/54 WRN w Szczecinie z dnia 5 października 1954. W skład jednostki weszły obszary dotychczasowych gromad Święciechów i Żółwino oraz miejscowość Rościn z dotychczasowej gromady Wielgoszcz ze zniesionej gminy Żółwino, a także miejscowości Bagnica, Borki, Brać, Chomętowo, Dobrojewo, Drawnik, Drawno, Janków, Kawczyn, Kępa, Krosnowa, Ostrożyce, Podegrodzie, Pszczewko, Sambórz, Sieniawa, Stefanów i Zdanów z miasta Drawna – w tymże powiecie. Dla gromady ustalono 16 członków gromadzkiej rady narodowej.
1 stycznia 1962 do gromady Drawno włączono obszar zniesionej gromady Barnimie w tymże powiecie.
1 stycznia 1972 z gromady Drawno wyłączono tereny o powierzchni 32,30 ha (wraz z miejscowościami Krosnowa i Przyjezierze), włączając je do miasta Drawno w tymże powiecie.
Gromada przetrwała do końca 1972 roku, czyli do kolejnej reformy gminnej. 1 stycznia 1973 w powiecie choszczeńskim utworzono gminę Drawno.